# Academia de Comércio de Juiz de Fora
Academia de Comércio é uma edificação localizada na cidade de Juiz de Fora. Inaugurada em 1894, sedia, desde 1901, o Colégio Cristo Redentor, mantido pela Congregação do Verbo Divino.

## História
A instituição Academia de Comércio foi fundada em 30 de março de 1891 pelo empreendedor Francisco Batista de Oliveira com o objetivo de oferecer à comunidade local ensino inspirado nos programas da Escola de Altos-Estudos Comerciais de Paris. Sua sede, ainda incompleta, foi inaugurada em 24 de julho de 1894, mas deixou de sediar a instituição em 1901 devido a problemas técnico-administrativos. A Academia foi cedida então à Congregação do Verbo Divino, que a partir daquele ano passou a aplicar uma educação verbita nos novos cursos disponibilizados.